# Сент Етиен
Сент Етиѐн (на френски: Saint-Étienne) е град в Югоизточна Франция, регион Рона-Алпи.

## Име на града
Легендата разказва, че по времето на римляните населеното място се е казвало Фуранум (Furanum), откъдето идва и името на реката, която го прекосява – Фюран. След това се е променило на Фураниа и е останало така до Средновековието.
Първите писмени извори (от 1258 г.) споменават Sancti Stephani de Furano (Свети Стефан от Фурана или на френски Saint-Etienne du Furan)
По-късно градът е бил известен с фабриките си за оръжия, заради които е бил наричан „Град на оръжията“ през Френската революция.

## Географско положение и демография
Градът е разположен по поречието на Фюрана, в близост на река Лоара, в подножието на Националния парк Пилат. На около 58 км на североизток се намира Лион. Населението на града е около 175 318 души (2007), а на градската агломерация – около 322 000 души (2005). Агломерацията се състои от 21 селища сателити + Сент-Етиен. Жителите на Сент-Етиен се наричат стефаноа.

## Икономика
В края на ХХ век градът преживява множество преструктурирания и затваряне на производства в индустриалната си сфера. След затварянето на Манюфранс и мините, Сент-Етиен изпада в криза. Днес с нови сили втората по големина агломерация в региона Рона-Алпи възвръща икономическото си влияние, благодарение на предприемчивостта и инициативността на стефаноата. Основни отрасли в икономиката са:
- услугите;
- снабдяването и по-точно групата „Казино“, чийто основател е Жефроа Гишар. Централата на групата е разположена в квартала „Шатокрю“;
- производство на шоколад;
- оптика (благодарение на научноизследователския полюс за „Оптика и зрение“);
- здравеопазване – множество болници и клиники, а също така и домове за стари хора;
- дизайн – градът е обявен за столица на дизайна във Франция. На всеки две години се провежда международно дизайнерско изложение. През цялата година работи и Музеят на изкуството и индустрията.
- образование – множество висши училища (Висше национално инженерно училище на Сент-Етиен, École des Mines – инженерно училище, Институт по напредничави науки и техники на Сент-Етиен, Университета „Жан Моне“ с факултетите си по хуманитарни дисциплини, науки и техники, медицина, право и икономика, Консерваторията „Масне“, и други).

## Фестивали
- Празник на книгата на Сент-Етиен – всяка година през втората половина на октомври.
- Икономически панаир на Сент-Етиен – всяка година през втората година на септември в продължение на 11 дни.
- Международно дизайнерско изложение на Сент-Етиен – всеки две години за десетина дни през първата половина на ноември.
- Фестивал Думи и Музика – всяка година през месец май.
- Фестивал на Съпротивите и Алтернативите – концерти, филмови прожекции, ателиета, дебати, конференции и др. в края на април – началото на май.
- Фестивал на новаторската музика – края на май.

## Разговорният език на Сент-Етиен – „гагà“
Интересното в Сент-Етиен е, че съществува специфичен местен език, наречен „гагà“, който няма отделна граматика, но за сметка на това разполага с много богат речник, към който трябва да се приложи силен акцент на „о“.
Няколко примера на „гагà“ думи:
- гагà – гражданин на Сент-Етиен, разговорен език.
- à barreau – уморен
- adober – развалям нещо неумишлено
- annocin – идиот
- décarrucher – харча
- catolle – сопол
- Fouilla! – възклицание като „Òле!“

## Кухня
- Бюн (Bugne) – прилича на поничка.
- Сарасон (Sarasson) – бяло сирене, получено при производството на масло. Приготвено с подправки, придружава варени или печени картофи.
- Рапе (Rapée) – вид плоска картофена питка.

## Наводнения в историята на Сент Етиен
- 16/11/1587 – Наводнение вследствие на преливане на Фюрана; всички мостове са отнесени от водата.
- 25/07/1616 – Още веднъж Фюрана се разлива и отнася всички мелници между Сент-Етиен и Ла Фуюз.
- 21/07/1618 и 06/08/1618 – Разливат се Фюрана и Шаванле.
- 25/11/1628 – Разливът на Фюрана отнася много мостове, а Лоара причинява големи щети в равнината Форе.
- 06/06/1692 – След три дена поройни дъждове Фюрана залива пазара (сегашния Place du Peuple)
- 03/08/1694 – Скъсване на язовирна стена по Фюрана предизвиква огромен разлив, който отнася къщи по поречието и нанася сериозни щети. Градът е наводнен.
- 25/05/1733 – Наводнение вследствие на петдневни валежи.
- 16/05/1743 – Фюрана отнася колелото на мелницата Пиерфор.
- 21/05/1827 – Това е денят, в който един млад работник на г-н Масардие, каращ каруца, пада в буйните води на реката. Г-н Жеренте, търговец от Сент-Етиен, опитва да го спаси въпреки опасността. След като го хваща, той се опитва да го издърпа на брега, но една вълна ги залива и ги разделя. Течението ги влачи, хората се опитват да ги изтеглят, подавайки им пръчка, която се чупи и накрая двамата се удавят.
- 26 и 27/08/1834 – Водите на Фюрана и Лоара отнасят няколко железопътни моста, прекъсвайки за няколко дни железопътните връзки.
- 14/08/1837 – Ново прииждане на Фюрана превръща Сент-Етиен в град езеро. Двадесет души загиват.
- 17/10/1846 – Наводнение от Лоара отнема много човешки животи във Фьор. Разрушени са много къщи в Роан и Балбини. Мостът в Сен Жюст е отнесен. Всички новостроящи се кораби в Сен Рамбер са разрушени.
- 10/07/1849 – Роштайе, Сент Етиен и Валбеноа (сега квартал на Сент Етиен) са засегнати от разлив на Фюрана. Църквите са напъплени от просяци, възползващи се от настъпилото безредие.
- 01/02/1851 – Шаванле се разлива.
- 10/07/1865 – Истински дванадесет минутен апокалипсис. Ураган с градушка от зърна, достигащи до 100 гр, изпотрошава прозорци и дървета. Централната улица се превръща в река.
- 17/10/1907 – Разлив на Лоара срутва моста в Андрезию.

## Спорт
Представителният футболен отбор на града се казва АС Сент Етиен. Дългогодишен участник е във френската Лига 1.

## Известни личности
Родени в Сент Етиен
- Фабиен Бударен (р. 1978), футболист
- Франсоа Гарние (1839 – 1873), изследовател
- Огюстен Дюпре (1748 – 1833), гравьор
- Жул-Леон Дютрьой дьо Рен (1846 – 1894), изследовател
- Жорж Жиро (1889 – 1943), математик
- Жул Масне (1842 – 1912), композитор
- Араван Резаи (р. 1987), тенисистка
- Вили Саньол (р. 1977), футболист
- Клод Фориел (1772-1844), филолог
- Пол Фурнел (р. 1947), писател

Починали в Сент Етиен
- Пиеро Карини (1921 – 1957), италиански автомобилен състезател

## Побратимени градове
- Анаба, Алжир – от 1981
- Бен Арус, Тунис – от 1994
- Ковънтри, Великобритания – от 1955
- Де Мойн, САЩ – от 1984
- Ферара, Емилия-Романя, Италия – от 1960
- Гелтендорф, Ландсберг, Бавария, Германия – от 1966
- Гранби, Квебек, Канада – от 1960
- Катовице, Полша – от 1994
- Луганск, Украйна – от 1959
- Назарет Илит, Израел – от 1974
- Оейраш, Португалия – от 1995
- Патра, Гърция – от 1990
- Тоамасина, Мадагаскар – от 1967
- Уиндзор, Канада – от 1963
- Вупертал, Северен Рейн-Вестфалия, Германия – от 1960
- Суджоу, Дзянсу, Китай – от 1984
- Варшава, Полша – от 1995
- Банска Бистрица, Словакия - от 2006